# Canal de Montech
Der Canal de Montech (deutsch: Montech-Kanal) ist ein französischer Schifffahrtskanal, der im Département Tarn-et-Garonne in der  Region Okzitanien verläuft.

## Verlauf und technische Infrastruktur
Der Kanal verbindet den Canal latéral à la Garonne (deutsch: Garonne-Seitenkanal) mit dem Tal des Tarn. Er zweigt bei Montech vom Garonne-Seitenkanal ab und erreicht nach einer Strecke von 11 Kilometern die Stadt Montauban, wo er in den Fluss Tarn einmündet. Die Höhendifferenz beträgt rund 28 Meter (abhängig vom Flusspegel) und wird von 10 Schleusen überwunden. Die Wasserversorgung wird vom Garonne-Seitenkanal her sichergestellt.

### Koordinaten
- Ausgangspunkt des Kanals: 43° 57′ 47″ N, 1° 14′ 10″ OKoordinaten: 43° 57′ 47″ N, 1° 14′ 10″ O
- Endpunkt des Kanals: 44° 0′ 22″ N, 1° 20′ 36″ O

### Orte am Kanal
- Montech
- Lacourt-Saint-Pierre
- Montauban

## Geschichte
In der ersten Hälfte des 19. Jahrhunderts war der Tarn zwischen Albi und seine Mündung in die Garonne auf einer Länge von rund 150 Kilometern schiffbar. Da die Garonne stets eine sehr unsichere Wasserführung hatte, baute man den Garonne-Seitenkanal, der im Jahre 1844 auf der Strecke Toulouse-Montech-Montauban in Betrieb genommen wurde. Erst rund 15 Jahre später wurde der Garonne-Seitenkanal in seiner heutigen Streckenführung weiter gebaut, wodurch der Abschnitt Montech-Montauban zu einem Zweigkanal wurde. Diese Strecke wurde noch bis Anfang des 20. Jahrhunderts stark von Frachtschiffen befahren. Danach hat die Frachtschifffahrt nach und nach an Bedeutung verloren.
1990 wurde der Kanal für Renovierungsarbeiten geschlossen. Seit 2003 ist er wieder geöffnet und wird hauptsächlich von Sport- und Hausbooten genutzt. Die Verbindung zum Tarn war jahrelang unterbrochen, die Doppelschleuse ist jedoch seit 2011 wieder in Betrieb.